# Robert A. Heinlein Memorial Award
Ne doit pas être confondu avec Robert A. Heinlein Award (en) ou Heinlein Prize for Advances in Space Commercialization (en).
Le Robert A. Heinlein Memorial Award est une récompense décernée par la National Space Society en mémoire de l'auteur de science-fiction Robert A. Heinlein, aux « personnes qui ont contribué de manière significative, comme l'œuvre de leur vie, à l'avènement d'une civilisation spatiale libre ».
Il a été créé par John K. Strickland Jr.,.
Le trophée consiste en un canon de marine miniature en laiton.

## Liste des récipiendaires
Le prix est attribué toutes les années paires :
- 1986 : Gerard K. O'Neill
- 1988 : Arthur C. Clarke
- 1990 : Wernher von Braun (à titre posthume)
- 1992 : Gene Roddenberry (à titre posthume[5])
- 1994 : Robert H. Goddard (à titre posthume)
- 1996 : Buzz Aldrin
- 1998 : Carl Sagan (à titre posthume)
- 2000 : Neil Armstrong
- 2002 : Robert Zubrin
- 2004 : James Lovell
- 2006 : Chuck Yeager
- 2008 : Burt Rutan
- 2010 : Peter Diamandis
- 2012 : Stephen Hawking
- 2014 : Elon Musk
- 2016 : Jerry Pournelle
- 2018 : Freeman Dyson
- 2022 : Lori Garver
- 2024 : William Shatner